# Diego Mosna
Diego Mosna (Trento, 21 febbraio 1948) è un imprenditore e dirigente sportivo italiano, presidente della holding Diatec Group SpA e della società di pallavolo Trentino Volley SpA. Dal 2014 è presidente onorario della Lega Pallavolo Serie A, dopo esserne stato presidente dal 2004 al 2009 e dal 2010 al 2014.

## Biografia

### Attività imprenditoriale
L'attività imprenditoriale di Diego Mosna iniziò negli anni settanta, con la fondazione dell'impresa individuale D.Mosna, importatrice dagli Stati Uniti di macchine per la stampa di immagini. Con l'espansione dell'attività nel 1978 fondò, nella città trentina di Cles, la Diatec Cles SpA, per la produzione di carta per la stampa di qualità. Agli inizi del decennio successivo Mosna si rivolse al mercato europeo, con la fondazione a Parigi della Diatrace S.A. Negli anni novanta l'obiettivo del gruppo fu quello di acquisire società lungo tutto il ciclo della lavorazione della carta, dalla produzione alla vendita. Si spiegano così le acquisizioni della società di Mosna di numerose cartiere nel Nord Italia (a Vedano Olona, in provincia di Varese e a Tirano, in provincia di Sondrio).
Nell'ottobre del 2003 avvenne la più importante espansione del Gruppo Diatec: venne acquisita la società svizzera Sihl AG, multinazionale e leader mondiale nella produzione e commercializzazione di supporti per stampa digitale. Attualmente il gruppo Diatec-Sihl conta 1.100 dipendenti.

### Attività sportiva

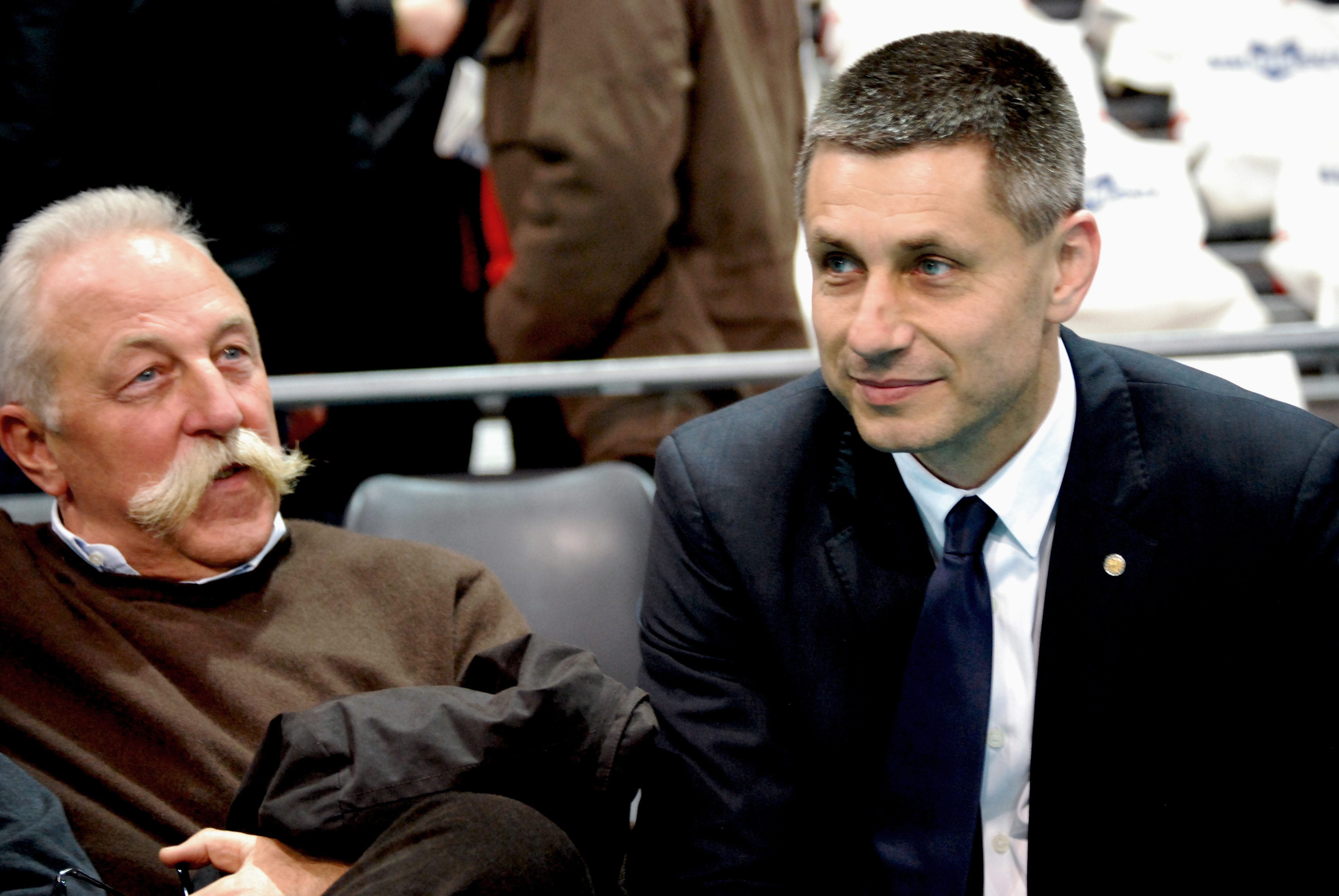
Mosna con Radostin Stojčev, allenatore della Trentino Volley dal 2007 al 2013 e nuovamente dal 2014 al 2016.

L'ingresso di Diego Mosna nel mondo sportivo risale al 2000: il gruppo Diatec decise di diventare sponsor principale della neonata società pallavolistica Trentino Volley. La società si iscrisse per la prima volta alla massima competizione nazionale di pallavolo, dopo aver acquisito i diritti dal Porto Ravenna Volley, incappato in problemi finanziari. Mosna divenne presidente della società e, grazie alla fama acquisita in campo imprenditoriale, riuscì a far confluire nel "progetto volley" numerose risorse da tutto il territorio trentino (sia politico che industriale).
Il 7 maggio 2008, l'Itas Diatec Trentino vinse il primo scudetto della sua storia, primo di una serie di trionfi, tra i quali Coppa Italia, Champions League (3) e Coppa del mondo per club (4).
Nel 2004 assunse la presidenza della Lega Pallavolo Serie A; verrà poi rieletto il 12 febbraio 2007 e il 13 marzo 2009. Come presidente di Lega si schierò contro il presidente della FIVB Rubén Acosta Hernández per la norma che, prevedendo un numero minimo di giocatori nazionali da schierare nelle squadre professionistiche, avrebbe impedito la libera circolazione dei giocatori europei, in disaccordo con gli accordi di Schengen. Vista l'importanza della Lega italiana, Diego Mosna fu visto come il "portavoce" del disaccordo di molti presidenti di società di volley in tutta Europa.
Si dimise dalla carica, assieme a tutto il Consiglio di Lega, nel mese di settembre del 2009, a causa della querelle che ha visto l'esclusione e poi la riammissione dal campionato 2009-2010 della Pallavolo Pineto. Il 1º ottobre 2009 fu eletto come suo successore Claudio Sciurpa, presidente del Perugia Volley.
La sua lontananza dalla poltrona di massimo dirigente della Lega fu però breve. Le dimissioni di Sciurpa, comunicate durante la presentazione del V-Day (la finale scudetto in gara unica, giocata il 9 maggio 2010) lasciarono vacante la carica, che venne riassunta da Mosna l'11 giugno. Il suo secondo ciclo come presidente di Lega durò per altri 4 anni, e si concluse il 25 luglio 2014 con la nomina del suo successore Albino Massaccesi. Nella stessa data venne nominato Presidente onorario del consorzio dei club.

### Attività politica
Il 7 giugno 2013 ha annunciato la sua candidatura a Presidente della Provincia autonoma di Trento, a capo di una coalizione composta da Fare per Fermare il Declino e diverse liste civiche (Progetto Trentino di Silvano Grisenti, Civica Trentina, Insieme per l'Autonomia, Autonomia 2020-Nuovo Trentino Nuovo Tirolo, Amministrare il Trentino). Conseguentemente a questa candidatura, lo stesso Mosna ha dichiarato che, in caso di elezione, abbandonerà la presidenza della Trentino Volley e della Lega Pallavolo Serie A.
Il 27 ottobre 2013 ottiene il 19,28% (47.966 voti, di cui 4184 solo al presidente), classificandosi secondo dopo il vincitore Ugo Rossi. Viene quindi eletto consigliere. A dicembre 2014 lascia la politica dimettendosi dal consiglio provinciale.

## Onorificenze
- Nel 2004 è stato finalista al concorso Imprenditore dell'anno, organizzato dalla Ernst & Young, uno dei più importanti riconoscimenti del panorama manageriale italiano.